# 女囚セブン
『女囚セブン』（じょしゅうセブン）は、2017年4月21日から6月9日まで、毎週金曜日23時15分 - 翌0時15分に、テレビ朝日系の「金曜ナイトドラマ」枠で放送された日本のテレビドラマである。主演は剛力彩芽。

## あらすじ
殺人罪という冤罪をかぶり、女子刑務所送りになった京都の芸妓・神渡琴音。彼女が収監された刑務所は、日々女たちの壮絶なバトルが繰り広げられていた。

## キャスト

### 主要人物
【 】内はあだ名
神渡琴音（かみわたり ことね）【ゲイコ】
演 - 剛力彩芽（幼少期：玉野るな）
花園刑務所に服役する女囚。囚人番号 358番。
仲間の芸妓を殺したとする殺人での実刑、懲役5年。冤罪で刑務所に送られた、謎多き京都の芸妓。
刑務所に護送される数日前、ライバルでもある芸妓・雪乃と一緒に複数の男性客の接待をしている最中、突然めまいに襲われ意識を失い、しばらく経ってから目を覚ます頃には、男性客達の姿は無かった。目を覚ました琴音は刃物で腹部を刺されて横たわった状態で亡くなった雪乃の遺体を発見し、自分の手に血が付いた小型ナイフが握られていること、更に自分の両手の平も血だらけになっていることに気づき動揺する。やがて警察に逮捕された琴音は、雪乃の遺体が発見された部屋に自分以外の人間が居なかった事などから「殺人罪」による懲役が確定し、それが何者かによって仕組まれた「冤罪」であることを知りながら、自身の無実を証明する為に刑務所に入ることを決意する。
刑務所に入ったばかりの頃はほとんど口を開かず、他の囚人からのいじめを受けても全く動揺することはなかった。
一方で常人を遥かに上回る耳のよさや観察眼の鋭さを持ち、自身に仕掛けられた罠のほとんどを見抜いているほか、逆に相手を騙すために演技をすることもしばしば。また身体能力も高く、襲ってきた山川をあっさり組み伏せるほど。
「罪は犯す者が悪いのではない、犯させる者が悪い」という信念を持っており、犯罪のきっかけとなった日本の法律や国自体にたびたび苦言を呈している。
刑務所内では、沙羅達から「ドベ」と呼ばれている。
楠瀬司（くすせ つかさ）【ヅカ】
演 - 山口紗弥加
花園刑務所に服役する女囚。囚人番号 712番。
詐欺罪を犯しての実刑、懲役1年。
謎多き政治家秘書で、男装の麗人。
高見沢楓に心酔する。
市川沙羅（いちかわ さら）【元ヤン】
演 - トリンドル玲奈
花園刑務所に服役する女囚。囚人番号 89番。
DV夫を殺したとする殺人での実刑、懲役6年。
雑居房（共同室）内で最年少の元ヤン・シングルマザーで、琴音を率先していじめる。
元ヤンであるゆえか、一般教養にやや欠けている。
津田桜子（つだ さくらこ）【エロ女】
演 - 平岩紙（幼少期：高丸えみり）
花園刑務所に服役する女囚。囚人番号 413番。
無期懲役で服役中の後妻業の女、遺産目当ての連続殺人の毒婦。
矢島千鶴香（やじま ちづか）【ナース】
演 - 橋本マナミ（高校時期：平良李子）
花園刑務所に服役する女囚。囚人番号 74番。
不倫の末に患者を殺したとする殺人での実刑、懲役2年。
全身整形サイボーグ看護師。
異常なまでのネガティブシンキングかつ被害妄想の持ち主で、誰かが人に対するネガティブな言葉を言うたびに自分のことと勘違いし、大声で自己嫌悪するため、他の囚人からは一番面倒くさい人物として扱われている。精神が非常に不安定であり、愛人が面談時期に来なかったために刑務所内で暴れたこともある。
実は赤木に「業務上過失致死なら2年で刑務所を出られるから、妻を殺してほしい。その後に結婚しよう」と言われ、それが「殺人教唆」で赤木自身が逮捕されるのを免れるための策略だと知らないまま、赤木の妻を医療ミスに見せかけて殺害した。しかし、当の赤木は千鶴香が服役している間に別の愛人を作っており、それにショックを受けたところを百目鬼につけこまれて協力を強いられる。琴音に自白剤を打ち込もうとしたが逆に琴音の叱咤を受け、百目鬼を騙すのに一役買うのと同時に事件の真実を自白し、赤木の逮捕につながった。
平塚うめ（ひらつか うめ）【ウメボシ】
演 - 木野花
花園刑務所に服役する女囚。囚人番号 18番。
老老介護に耐え切れず夫を殺したとする殺人での実刑、懲役7年。
雑居房（共同室）内で最高齢。
耳が遠く、ややマイペース。
ボケてしまった夫とその姉を介護していたが、その苦労で精神的に追い詰められていた。しかしある時突然姉が正気を取り戻し、これ以上うめに迷惑をかけないようにと弟である夫を殺そうとするのを見て、彼女を殺人犯にしないためにやむなく自ら夫を手にかけた。その後残った二人で練炭自殺を図るも、自分だけが生き残ってしまった。
加害者の家族ということで社会的立場が厳しくなった息子夫婦や孫の職業の保証をするという条件で、内藤に協力を強いられていた。それにより百目鬼や他の囚人を使って黒革の手帳について聞き出そうとするも、いずれも失敗に終わった。黒革の手帳については「自分たちのゆすりネタが書いてある」という嘘を聞かされており、そのため手帳を取り返そうと必死になっていたが、琴音にそれら全てを言い当てられ、騙されたことに気付いて愕然とした。
坂本奈津（さかもと なつ）【食い逃げ】
演 - 安達祐実（幼少期：米村莉子）
花園刑務所に服役する女囚。囚人番号 810番。
無銭飲食を繰り返しての実刑、懲役2年。
刑務所No.1の情報屋。
見かけでは、人格に問題のある囚人たちの中では比較的常識人に見える。入ったばかりの琴音に積極的に話しかけるが、その一方で（琴音に近づく目的で）嫌がらせを繰り返した。
琴音に語った自身の経歴（旦那が待っている、運悪く一度きりの食い逃げで捕まった等）も嘘であり、本当は手練手管のスリであること、完全な独り身でありその寂しさを紛らわすために自ら刑務所に入った「志願囚」であることなどを琴音に見抜かれてしまった。それに至るまでにかなりの重い過去を背負っているようだが、現時点で詳しいことは不明。
琴音に近づいたのは「女囚ボス」と呼ばれる人物から琴音が逮捕された事件について探るよう指示された為でもあったが失敗に終わり、第1話のラストで「女囚ボス」と対面した際には「（琴音から）何一つ聞き出せなかったばかりか、逆に自分の方が色々と知られてしまった」と話していた。

### 琴音に関する人たち
一条涼（いちじょう りょう）
演 - 梶芽衣子
琴音の育ての親で、置屋の女将。琴音の無実を信じる。
神渡琴葉（かみわたり ことは）
演 - 剛力彩芽（二役）
琴音の早逝した母親。
小春（こはる）
演 - 久住小春
琴音を慕う後輩舞妓。琴音の無実を晴らそうと、独自に動き始める。
雪乃（ゆきの）
演 - 寺川里奈
琴音の仲間でありライバルでもある、謎の死を遂げた芸妓。
生前、琴音と一緒にお色直しをしている時に「もし私が殺されるようなことがあれば、犯人は『黒革の手帳』の一番上に名前が書かれている人だろう」と話していた。

### 法務省
内藤裕次郎（ないとう ゆうじろう）
演 - 高嶋政伸（青年期：中谷太郎）
表と裏で全く違う顔を見せる次期総理の呼び声も高い法務大臣。
その正体は、殺人事件の一番の黒幕。自身の不正が書かれていた黒革の手帳を持っていた雪乃を殺害し、部下に命じて手帳のありかを探させているが、未だに見つけられずにいる。
最終話、殺人罪で投獄された。
本郷和也（ほんごう かずや）
演 - 寿大聡
法務大臣・内藤の秘書。
内藤の不正を隠蔽するために、平塚や百目鬼に指示を出す。
高見沢楓（たかみざわ かえで）
演 - 中谷さとみ（第6話 - 最終話）
司も内藤も恋愛関係にあった女性議員。父は元総理の高見沢栄一。

### 花園刑務所の刑務官
恩田健郎（おんだ たけろう）
演 - 池内万作
刑務所所長。
内藤法務大臣を尊敬している。一見温和な人物に見えるが、事なかれ主義かつ融通の利かない人物であり、刑務所内でトラブルが起こった際にはそのもみ消しに手段をいとわない。そのため、一本松以外の刑務官からは軽蔑されている。
一本松昇（いっぽんまつ のぼる）
演 - 永野宗典
刑務所処遇部長。
出世のために、所長の恩田に対してわざとらしいほどゴマをする。その甲斐あってか恩田にも気に入られており、インフルエンザで休んだ際には「彼がいないと(自信を肯定してくれる人物がいないため)辛いなあ」と言われたほど。その一方で、娘からインフルエンザウイルスをもらってしまい、刑務所内でのインフルエンザ集団感染の原因を作ってしまったこともある。
最終話、所長に昇進する。
百目鬼幸子（どうめき さちこ）
演 - 宍戸美和公
ベテラン刑務官。
軍人のような言動をしており、髪型を七三分けにしているほど厳格な人物。
とある男から「『芸妓殺人事件』に関する情報を琴音から聞き出せ。さもないと、お前の身は危険に晒される。」と脅迫され（第3話より）、そのことに対する危機感や焦りから、琴音と同じ雑居房の囚人達を、彼女達の「弱点」に漬け込んでは琴音に対する「刺客」として利用したり、刑務所内の至るところに盗聴器や隠しマイクを仕掛けたりするなどの行為を陰で行っているが、並外れた観察眼と聴力を持つ琴音には勘付かれている。
場合によっては、所内で起きた騒動・事件の容疑や責任を琴音に擦り付ける形で懲罰房に軟禁した上で、自身が逮捕された殺人事件について黙秘する琴音を何度も殴りつける等、彼女を精神的・肉体的に追い込む行為も辞さない。
しかしある時、自白剤を打たれた(と勘違いさせられていた)琴音を問い質していた際、口を滑らせて黒革の手帳の詳細を話してしまう。またそれと同時期に、父が犯罪者となったため、内藤がそれをもみ消すことを条件に平塚に従うよう内藤の秘書から指示されて前述のような行動を取っていたことが判明した。
最終話、刑務所に入れられる。囚人番号 555番。
大平仁（おおひら じん）
演 - 田村健太郎
刑務所イチのイケメン刑務官。
囚人たちの揉め事に巻き込まれたり、すきあらば津田に絡まれたりと苦労が絶えない。立原に気があるようでたびたびアプローチをかけているが、一向に実を結ばない。
立原桐子（たちはら きりこ）
演 - 内藤理沙
新人刑務官。
刑務官では一番の常識人。大平にたびたび言い寄られているが、本人は気持ち悪がっている。

### 花園刑務所の囚人
山川まお（やまかわ まお）
演 - 山崎静代
服役中の女囚。囚人番号 356番。
元女子プロレスラーで、あだ名は「野獣」。
ある日、刑務所からの脱獄を図るが、塀を飛び越えた直後に琴音を乗せた護送車との衝突事故に遭う。幸い、命に別状は無かったが、刑務所に連れ戻された上に脱獄の件で独居房に入れられる。数日後、独居房から雑居房に戻ると今度は「自分の鞄に入れていた『宝物』が盗まれた」と大騒ぎする。廊下で琴音を見かけた際に同じ雑居房の女囚から、山川が事故に遭った護送車に琴音が乗っていたと聞かされ、「琴音に脱獄を邪魔された」と逆恨みして突進し、偶々その場に居合わせた奈津もろともタックルで吹き飛ばす。
琴音達を襲った件で刑務官から事情を聞かれ、「宝物」が何者かに盗まれたと説明する。その後に百目鬼が奈津と琴音に身体検査を行った際、琴音の囚人服のポケットから韓流スターの写真が見つかり、それが山川の「宝物」と判明。
刑務官が席を外した矢先、その写真を盗んだ真犯人が奈津であることを知らない山川は、脱獄を図った日が「宝物」の写真に写っている韓流スター「ヒョン様」の日本でのツアーの最終日であり、その韓流スターに会うために脱獄を図ったが、琴音を乗せた護送車との衝突事故で対面するチャンスを失った事を明かす。すると琴音に対して「アンタのせいで『ヒョン様』に会えなかった」と難癖を付けてラリアットで襲いかかるも返り討ちに遭い、更に琴音のことを山川が「芸者」と呼んでいた事に対して本人から「ウチは『芸者』やのうて『芸妓（げいこ）』どす」と指摘され、その場で大泣きしていた。
第3話での奈津の話によると、琴音に組み伏せられた後、再び懲罰房に送られた末に「メン崩（「メンタル〈精神〉の崩壊」の略）」を起こして病院に搬送された模様。
菊池徹子（きくち てつこ）
演 - 大幡しえり
服役中の女囚。囚人番号 313番。
鈴木小夜子（すずき さよこ）
演 - 雨宮舞香
服役中の女囚。囚人番号 278番。
竹久未知（たけひさ みち）
演 - 八代みなせ
服役中の女囚。囚人番号 209番。
背中に刺青がある。
吉田（よしだ）
演 - 真木恵未
服役中の女囚。
林（はやし）
演 - 穐田和恵
服役中の女囚。囚人番号 344番。
伊藤（いとう）
演 - 佐々木史帆
服役中の女囚。囚人番号 114番。
渡辺（わたなべ）
演 - 藤井玲子
服役中の女囚。囚人番号 422番。
小川（おがわ）
演 - 鈴木芳奈
服役中の女囚。囚人番号 562番。
福田（ふくだ）
演 - 大高洋子
服役中の女囚。
村上（むらかみ）
演 - とみやまあゆみ
服役中の女囚。囚人番号 878番。

### 主要人物の家族
敏
演 - 唐沢民賢（第2話）
桜子の祖父。
市川芽衣（いちかわ めい）
演 - 田中乃愛（第2話・第3話） → 田中悠愛（最終話）
沙羅と中田健二の娘。
中田健二（なかた ケンジ）
演 - 栄信（第3話）
沙羅の元夫。沙羅に刺殺された。
うめの義姉
演 - 小貫加恵（第5話）
認知症。うめと一緒に練炭自殺で死亡。うめは死に切れなかった。
うめの夫
演 - 河原康二（第5話）
うめにロープで首を絞められ死亡。
平塚正彦（ひらつか まさひこ）
演 - 小沢日出晴（第4話・第5話・第7話・最終話）
うめの息子。彼は癌に罹った。
正彦の嫁
演 - 柿弘美（第4話・第5話）
矢島洋子（やじま ようこ）
演 - 松本海希（最終話）
千鶴香の母親。

### その他
香山一志（こうやま いっし）
演 - 篠田光亮（第2話 - 第5話・最終話）
「週刊文鳥」の記者、「芸妓殺人事件」取材のため、置屋を訪れる。しかし涼が調べたところ「週刊文鳥」にそのような名前の記者はおらず、内藤の手先の者だと思われる。
上野優子（うえの ゆうこ）
演 - 土山茜（第1話）
奈津の高校時代の友人。
ターさん
演 - 菅野久夫（第2話）
桜子の世話になる雇い主。桜子は彼からの依頼を受け入れ、おやつに毒物を混入し毒殺する。
井ノ原修二（いのはら しゅうじ）
演 - 岩田丸（第2話・第4話・最終話）
桜子の恋人。
赤木拓也（あかぎ たくや）
演 - 樽沢勇紀（第4話）
千鶴香の不倫相手。「赤木美容クリニック」院長。殺人教唆の罪で逮捕された。
赤木由美子（あかぎ ゆみこ）
演 - いせゆみこ（第4話）
赤木の妻。美容整形を受けた後、千鶴香に点滴に毒薬を注入され死亡。
中丸美鈴（なかまる みすず）
演 - 松長ゆり子（第4話）
赤木の婚約者。女子アナ。赤木を訴える。
大文字典子（だいもんじ のりこ）
演 - しのへけい子（第5話）
犯罪被害者。離婚して心が弱っていたところを詐欺師につけこまれ、持ち金全てを奪われた。
富田林篤志（とんだばやし あつし）
演 - 大林丈史（第6話）
内藤に取り入られる政界の大立者。
鏑木（かぶらぎ）
演 - 加藤啓（第7話・最終話）
百目鬼殺人未遂事件を捜査する刑事。
川村（かわむら）
演 - 小篠恵奈（第7話・最終話）
百目鬼殺人未遂事件を捜査する刑事。
中田
演 - 河野直樹（第7話）
特捜部。
神崎茂（かんざき しげる）
演 - 関口篤（最終話）
新任総理大臣。
青年内藤の上司
演 - 坂口進也、高桑満（最終話）

## スタッフ
- 脚本 - 西荻弓絵
- 音楽 - スキャット後藤
- 主題歌 - 新しい学校のリーダーズ「毒花」（Victor Entertainment）[22]
- TM - 中根鉄弥（テレビ朝日）
- Bカメ - 篠田忠史、高橋謙太
- 撮影 - 高野学
- 京都撮影 - 青木一弘
- 照明 - 金村悟史、天野高将、石川大祐、小林功治、高須ちあき
- 映像 - 林航太郎、服部正邦
- 音声 - 高橋英史、大塚啓太、青木朋也
- 編集 - 二宮心太、三井大河
- オンライン編集 - 亮木雄大、森早貴子
- 選曲・効果 - 谷口広紀
- MA - 村中理子
- 技術プロデューサー - 長谷川美和
- 照明プロデューサー - 鈴木岐彦
- 美術プロデューサー - 丸山信太郎
- 編集デスク - 富田健吾
- デザイン - 北谷岳之、飛田幸
- 装飾 - 安部俊彦、川合将吾、加藤安梨沙
- 装置 - 伊藤善起
- 持道具 - 鈴木麻美子
- 大道具 - 安田朋希
- 建具 - 石井洋介
- 衣裳 - 大関みゆき、佐久間美緒、柳和佳那
- メイク - 小山徳美、古川愛子
- 女子刑務所指導 - 五社プロダクション
- 京言葉・所作舞踊指導 - おがた爽祥
- 刑務所ビデオ - 市川豊
- 美容指導 - 大西典子、八槇達也、鈴木ひろ子、秋田留美、平田昌義
- 編成 - 飯田爽（テレビ朝日）、石田菜穂子（テレビ朝日）
- 宣伝 - 尾木実愛（テレビ朝日）、平田新子（テレビ朝日）
- コンテンツビジネス - 織田笑里（テレビ朝日）、森脇大（テレビ朝日）
- スチール - 桂修平
- PRディレクター - 池田あき
- アクションコーディネーター - 大道寺俊典
- 車両 - 川田峰男、石本健二、山城清仁、井上真人、里見義一
- スケジュール - 岡崎成克
- 記録 - 渡邊由依、谷恵子、小宮尚子、手島優子
- タイトルバック - 本田貴雄
- 企画協力 - 古賀誠一
- ゼネラルプロデューサー - 内山聖子（テレビ朝日）
- プロデューサー - 山田兼司（テレビ朝日）、浅井千瑞（MMJ）、本郷達也（MMJ）
- プロデューサー補 - 貴島彩理（テレビ朝日）、中村さやか、佐藤利佳、森一季
- 監督 - 瑠東東一郎（メディアプルポ）、豊島圭介、小松隆志、小野浩司
- 助監督 - 坂本栄隆、天野隆太、橋本英樹、池田千比呂、多次見隼斗
- 制作担当 - 猪怜美、小野成樹、津崎雄大、田中信隆、井澤祐香
- 制作著作 - テレビ朝日、MMJ

## 放送日程
| 各話                                                                      | 放送日  | サブタイトル                                                | ラテ欄                                                   | 監督       | 視聴率 |
| ------------------------------------------------------------------------- | ------- | ----------------------------------------------------------- | -------------------------------------------------------- | ---------- | ------ |
| 第1話                                                                     | 4月21日 | 全員、悪女! 史上最恐のプリズン・サバイバルが、いま始まる!   | ようこそ悪女の楽園 女子刑務所の壮絶バトル開幕!           | 瑠東東一郎 | 7.5%   |
| 第2話                                                                     | 4月28日 | 獄中ダンス大会でマウント合戦!? 後妻業のエロ女の危険な罠     | 後妻業の女VS芸妓! 悪女たちの獄中ダンスバトル             | 瑠東東一郎 | 5.3％  |
| 第3話                                                                     | 5月05日 | 女囚が国家試験に挑戦!? 夫殺しの元ヤン・シングルマザーの秘密 | 夫殺しシングルマザー あなたは悪くない                    | 豊島圭介   | 4.1％  |
| 第4話                                                                     | 5月12日 | 全身整形ナースのゲス不倫殺人の真相! 女の怨念が大暴走…!      | 刑務所感染パニック ゲス不倫男に騙された整形オンナの逆襲! | 小松隆志   | 5.1％  |
| 第5話                                                                     | 5月19日 | 老老介護で夫殺し!? ついに“冤罪事件”の黒幕が明かされる!      | 老老介護殺人に隠された涙の真相… あなたは生きろ!          | 小野浩司   | 4.9％  |
| 第6話                                                                     | 5月26日 | 愛欲に溺れた政治秘書! 汚れたスーツと“黒い契り“              | 謎多き美人政治秘書が溺れた愛欲と陰謀! ヒミツの仮出所作戦 | 豊島圭介   | 6.2％  |
| 第7話                                                                     | 6月02日 | 最終章-塀の中の殺人事件!? 女囚vs腐った国家、ついに決戦!     | 最終決戦!塀の中で殺人事件が!? 脱獄する女囚7人最後の反乱  | 瑠東東一郎 | 5.1％  |
| 最終話                                                                    | 6月09日 | 命がけの脱獄…! 女囚vs総理大臣-どん底からの大逆襲!           | 最終回! 総理大臣VS女囚7人命がけの脱獄 日本を変えた女たち | 瑠東東一郎 | 5.4％  |
| 平均視聴率5.5％(視聴率はビデオリサーチ調べ、関東地区・世帯・リアルタイム) |         |                                                             |                                                          |            |        |